# Live Acoustic (disc de Avril Lavigne)
Live Acoustic este cel de-al doilea disc EP al cântăreței de origine canadiană Avril Lavigne. Fiind lansat în America de Nord la 1 iulie 2004, discul conține versiuni acustice ale șlagărelor lansate anterior de interpretă.

## Ordinea pieselor pe disc
Versiunea standard
1. „He Wasn't” — 3:16
2. „My Happy Ending” — 3:56
3. „Sk8er Boi” — 3:37
4. „Don't Tell Me” — 3:38
5. „Take Me Away” — 2:55
6. „Nobody's Home” — 3:42